# Liste der Biografien/Kono
Liste der Biografien |
Portal Biografien |
Personensuche
# |
A |
B |
C |
D |
E |
F |
G |
H |
I |
J |
K |
L |
M |
N |
O |
P |
Q |
R |
S |
T |
U |
V |
W |
X |
Y |
Z |
?
 
Ka |
Kb |
Kc |
Kd |
Ke |
Kf |
Kg |
Kh |
Ki |
Kj |
Kl |
Km |
Kn |
Ko |
Kp |
Kr |
Ks |
Kt |
Ku |
Kv |
Kw |
Ky |
Kx |
Kz
 
Koa |
Kob |
Koc |
Kod |
Koe |
Kof |
Kog |
Koh |
Koi |
Koj |
Kok |
Kol |
Kom |
Kon |
Koo |
Kop |
Kor |
Kos |
Kot |
Kou |
Kov |
Kow |
Kox |
Koy |
Koz
 
Kona |
Konc |
Kond |
Kone |
Konf |
Kong |
Konh |
Koni |
Konj |
Konk |
Konl |
Konm |
Konn |
Kono |
Konp |
Konr |
Kons |
Kont |
Konu |
Konv |
Konw |
Kony |
Konz
Die Liste der Biografien führt alle Personen auf, die in der deutschsprachigen Wikipedia einen Artikel haben. Dieses ist eine Teilliste mit 140 Einträgen von Personen, deren Namen mit den Buchstaben „Kono“ beginnt.

## Kono
- Kōno Takashi (1906–1999), japanischer Grafiker
- Kōno, Bairei (1844–1895), japanischer Maler
- Kōno, Fumiyo (* 1968), japanische Manga-Zeichnerin
- Kōno, Hironaka (1849–1923), japanischer Politiker
- Kōno, Ichirō (1898–1965), japanischer Politiker
- Kono, Joseph (* 1950), kamerunischer Radrennfahrer
- Kōno, Jungo (* 1982), japanischer Fußballspieler
- Kōno, Jun’ichi (* 1992), japanischer Fußballspieler
- Kōno, Kazuhisa (* 1950), japanischer Fußballspieler
- Kōno, Kenzō (1901–1983), japanischer Politiker
- Kōno, Kōhei (* 1980), japanischer Boxer
- Kōno, Masahiko (* 1951), japanischer Jazz- und Improvisationsmusiker
- Kōno, Michiari (1250–1311), japanischer Samurai
- Kōno, Michisei (1895–1950), japanischer Maler im Yōga-Stil
- Kōno, Mitsuru (* 1946), japanischer Tischtennisspieler
- Kōno, Shunji (* 1964), japanischer Politiker
- Kōno, Shūto (* 1993), japanischer Fußballspieler
- Kōno, Taeko (1926–2015), japanische Schriftstellerin
- Kōno, Takanori (* 1969), japanischer Nordischer Kombinierer
- Kōno, Tarō (* 1963), japanischer Politiker
- Kono, Teruo (1935–2000), japanischer Wadō-Ryū Karate Großmeister
- Kono, Thomas (1930–2016), US-amerikanischer Gewichtheber und Gewichthebertrainer
- Kōno, Togama (1844–1895), japanischer Politiker
- Kōno, Yōhei (* 1937), japanischer Politiker
- Kōno, Yoshiyuki (* 1950), Überlebender des Matsumoto-Vorfalls

### Konob
- Konobri, Jewgeni Olegowitsch (* 1985), russischer Eishockeytorwart

### Konoe
- Konoe (1139–1155), 76. Tennō von Japan (1142–1155)
- Konoe, Atsumaro (1863–1904), japanischer Politiker der Meiji-Zeit
- Konoe, Fumimaro (1891–1945), japanischer PremierministerKonoe Fumimaro (1891–1945)

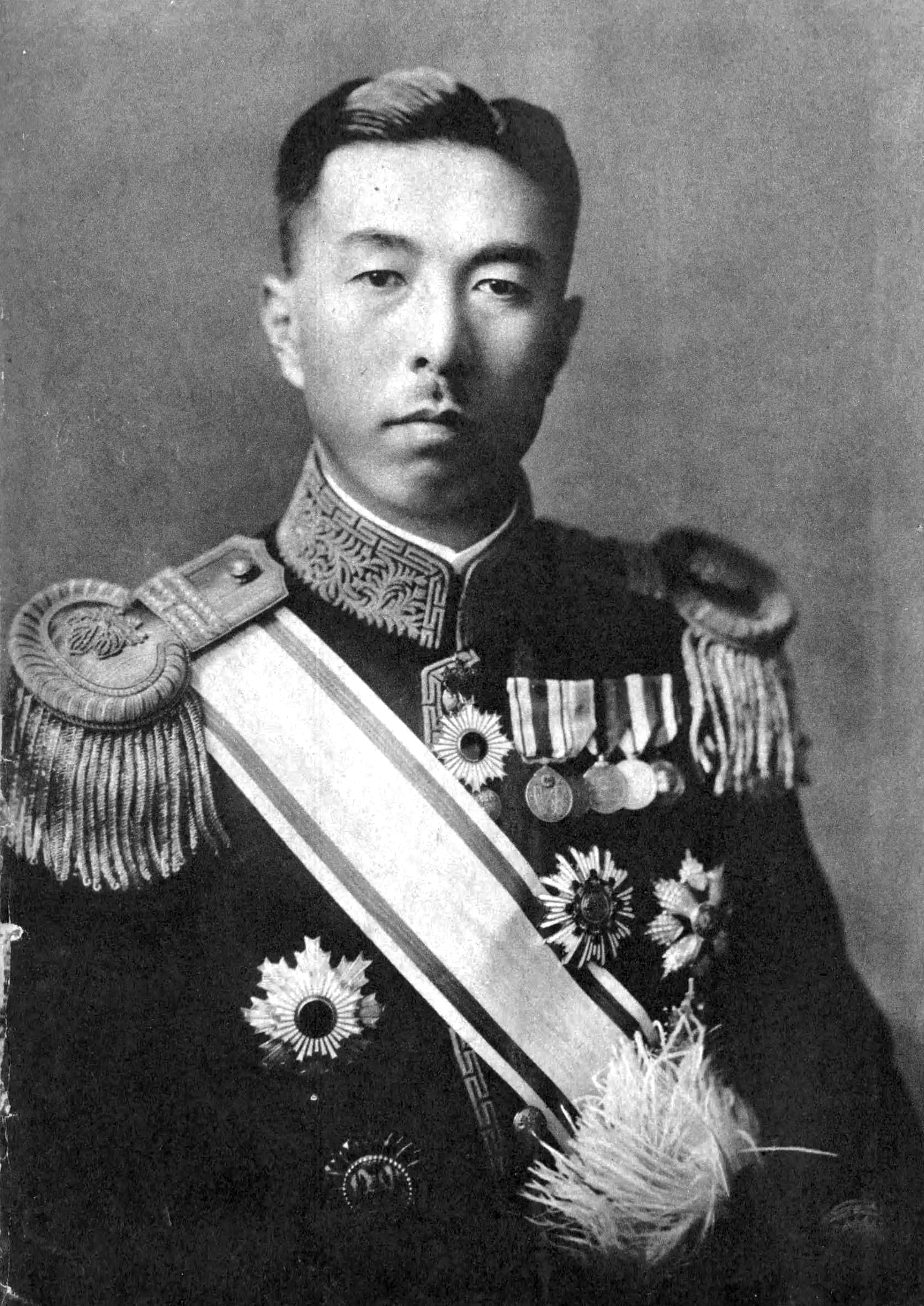
Konoe Fumimaro (1891–1945)

- Konoe, Hidemaro (1898–1973), japanischer Komponist klassischer Musik und Dirigent
- Konoe, Iehiro (1667–1739), japanischer Regent (1707–1712) und Meisterkalligraph
- Konoe, Masaie (1444–1505), japanischer Regent (1479–1483)
- Konoe, Motohiro (1648–1722), Regent für den japanischen Kaiser Higashiyama
- Konoe, Motomichi (1160–1233), japanischer Regent
- Konoe, Nobuhiro (1599–1649), japanischer Regent für den Kaiser von Japan Go-Mizuno-o (1623–1629)
- Konoe, Nobutada (1565–1614), japanischer Kalligraph und Regent für Go-Yōzei
- Konoe, Sakihisa (1536–1612), japanischer Regent (1554–1568)
- Konoé, Tadateru (* 1939), japanischer Rotkreuz-Funktionär, Präsident der Internationalen Föderation der Rotkreuz- und Rothalbmond-Gesellschaften (2009–2017)

### Konoi
- Kōnoike, Yokichi (* 1848), japanischer Silberschmied
- Kōnoike, Yoshitada (1940–2018), japanischer Politiker

### Konol
- Konold, Dietlind, deutsche freischaffende Bühnen- und Kostümbildnerin
- Konold, Werner (* 1950), deutscher Agraringenieur und Hochschullehrer
- Konold, Wulf (1946–2010), deutscher Musikwissenschaftler, Dramaturg und Intendant

### Konom
- Konomara, Lila (* 1960), griechische Autorin und Übersetzerin
- Konomi, Manol (1910–2002), albanischer kommunistischer Jurist und Politiker
- Konomor, Graf in der Bretagne
- Konomura, Daiki (* 1990), japanischer Fußballspieler

### Konon
- Konon, griechischer Mythograph
- Konon († 687), Papst (686–687)
- Konon, athenischer Feldherr und Politiker
- Konon von Bidana, Märtyrer und Heiliger der orthodoxen Kirchen
- Konon von Samos, hellenistischer Mathematiker und Astronom
- Konon, Olga (* 1989), deutsche Badmintonspielerin
- Kononen, Elina (* 1986), finnische Squashspielerin
- Kononen, Valentin (* 1969), finnischer Leichtathlet
- Kononenko, Charytyna (1900–1943), ukrainische Autorin und Sozialaktivistin
- Kononenko, Ihor (* 1965), ukrainischer Unternehmer und Politiker
- Kononenko, Jewhenija (* 1959), ukrainische Schriftstellerin und Übersetzerin
- Kononenko, Mussij (1864–1922), ukrainischer Dichter, Prosaist und Dramatiker, aktiver Führer der genossenschaftlichen Bewegung und der Taras-Bruderschaft
- Kononenko, Mychajlo (* 1987), ukrainischer Radrennfahrer
- Kononenko, Oleg Dmitrijewitsch (* 1964), russischer KosmonautOleg Dmitrijewitsch Kononenko (* 1964)

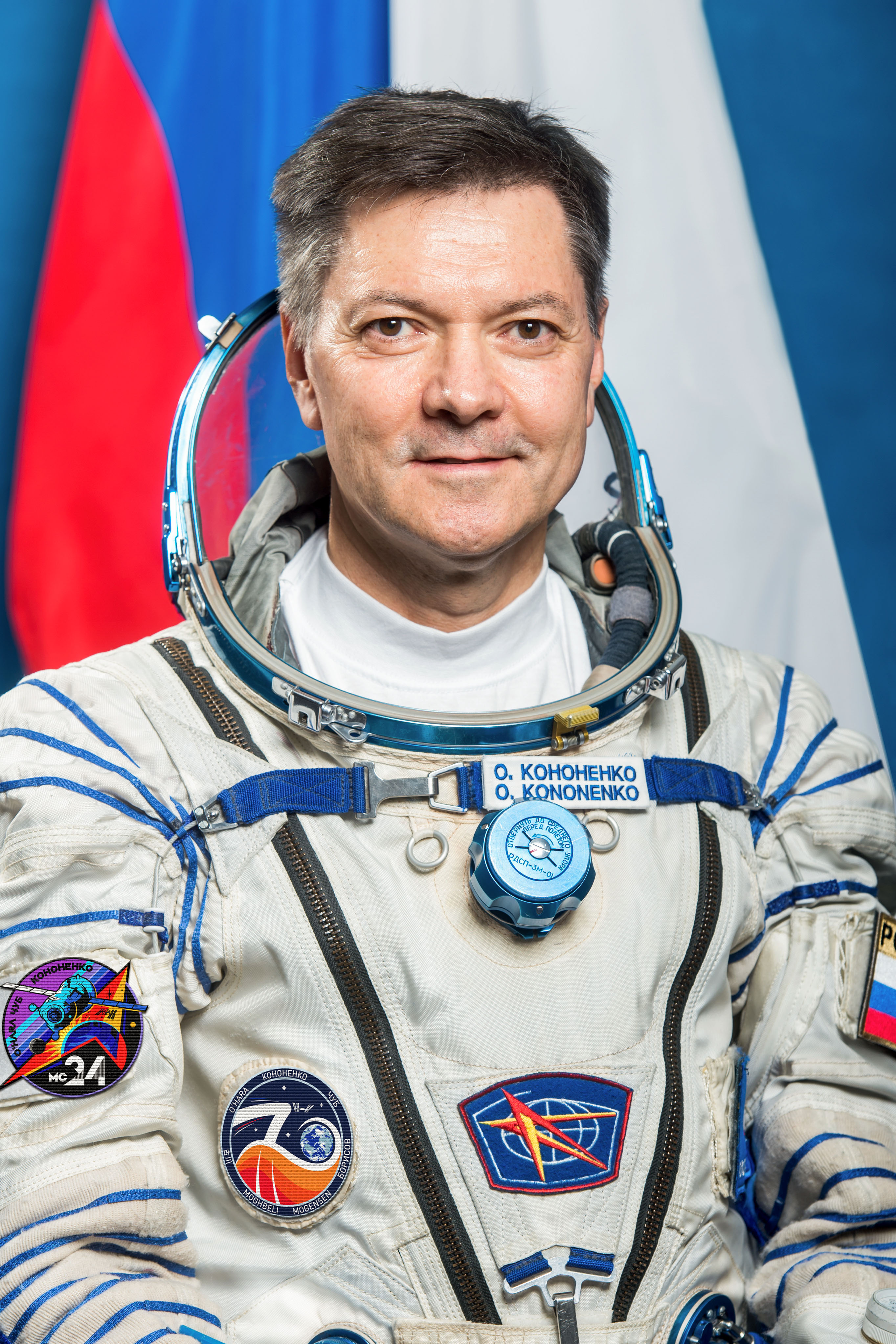
Oleg Dmitrijewitsch Kononenko (* 1964)

- Kononenko, Roman (* 1981), ukrainischer Bahn- und Straßenradrennfahrer
- Kononenko, Tetjana (* 1978), ukrainische Schachspielerin
- Kononenko, Walerija (* 1990), ukrainische Radrennfahrerin
- Kononowa, Jelena Wiktorowna (1969–2014), russische Fußballspielerin
- Kononowa, Marija Jewgenjewna (* 1997), russische Tennisspielerin
- Kononowa, Oleksandra (* 1991), ukrainische Parasportlerin
- Kononowicz, Maciej (* 1988), polnischer Fußballspieler

### Konop
- Konop, Thomas F. (1879–1964), US-amerikanischer Politiker
- Konopa, Gerhard (1935–2002), deutscher Kunstmaler und Farbdesigner
- Konopa, Rudolf (1864–1936), österreichischer Maler
- Konopack, Christian Gottlieb (1767–1841), deutscher Rechtswissenschaftler
- Konopacka, Halina (1900–1989), polnische Leichtathletin
- Konopacke, Mark (* 1963), US-amerikanischer Skispringer
- Konopásek, Jan (1931–2020), tschechisch-amerikanischer Jazzmusiker (Saxophon, Komposition)
- Konopatzki, Heide (* 1943), deutsche Badmintonspielerin
- Konopczynski, Leo (1927–2003), deutscher Fußballspieler
- Konopczyński, Władysław (1880–1952), polnischer Historiker, Professor der Jagiellonen-Universität, Mitglied des Sejm
- Konopinski, Emil (1911–1990), US-amerikanischer PhysikerEmil Konopinski (1911–1990)

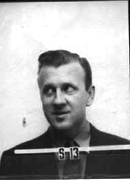
Emil Konopinski (1911–1990)

- Konopka, Barbara (1935–2023), polnische Turnerin
- Konopka, Bartosz (* 1972), polnischer Filmregisseur
- Konopka, Gisela (1910–2003), deutsch-amerikanische Sozialarbeiterin und Professorin
- Konopka, Harald (* 1952), deutscher Fußballspieler
- Konopka, Magda (* 1943), polnisches Model und Schauspielerin
- Konopka, Magdalena (* 1991), polnische Fußballspielerin
- Konôpka, Matej (* 1991), slowakischer Autorennfahrer
- Konopka, Max (1926–2006), deutscher Fußballspieler
- Konopka, Michal (* 1966), tschechischer Schachspieler
- Konopka, Mikuláš (* 1979), slowakischer Kugelstoßer
- Konôpka, Miroslav (* 1962), slowakischer Autorennfahrer und Rennstallbesitzer
- Konopka, Nono (* 1993), Autor und Filmproduzent
- Konopka, Zenon (* 1981), kanadischer Eishockeyspieler
- Konopko, Bartosz (* 1988), polnischer Shorttracker
- Konopko, Klaudia (* 1992), polnische Leichtathletin
- Konoplew, Gennadi (1945–1997), sowjetisch-litauischer Politiker und Manager
- Konoplja, Juchym (* 1999), ukrainischer Fußballspieler
- Konopljanka, Jewhen (* 1989), ukrainischer Fußballspieler
- Konopljow, Boris Michailowitsch (1912–1960), sowjetischer Raumfahrtingenieur
- Konopljow, Wladislaw Sergejewitsch (* 1997), russischer Schauspieler
- Konopnicka, Maria (1842–1910), Dichterin
- Konopová, Martina (* 1986), tschechische Freestyle-Skierin

### Konos
- Konõšev, Deniss (* 1983), estnischer Eishockeyspieler
- Konoshchenko, Taras, ukrainischer Opernsänger in der Stimmlage Bass
- Konoshima, Ōkoku (1877–1938), japanischer Maler

### Konov
- Konoval, Karin (* 1961), US-amerikanische SchauspielerinKarin Konoval (* 1961)

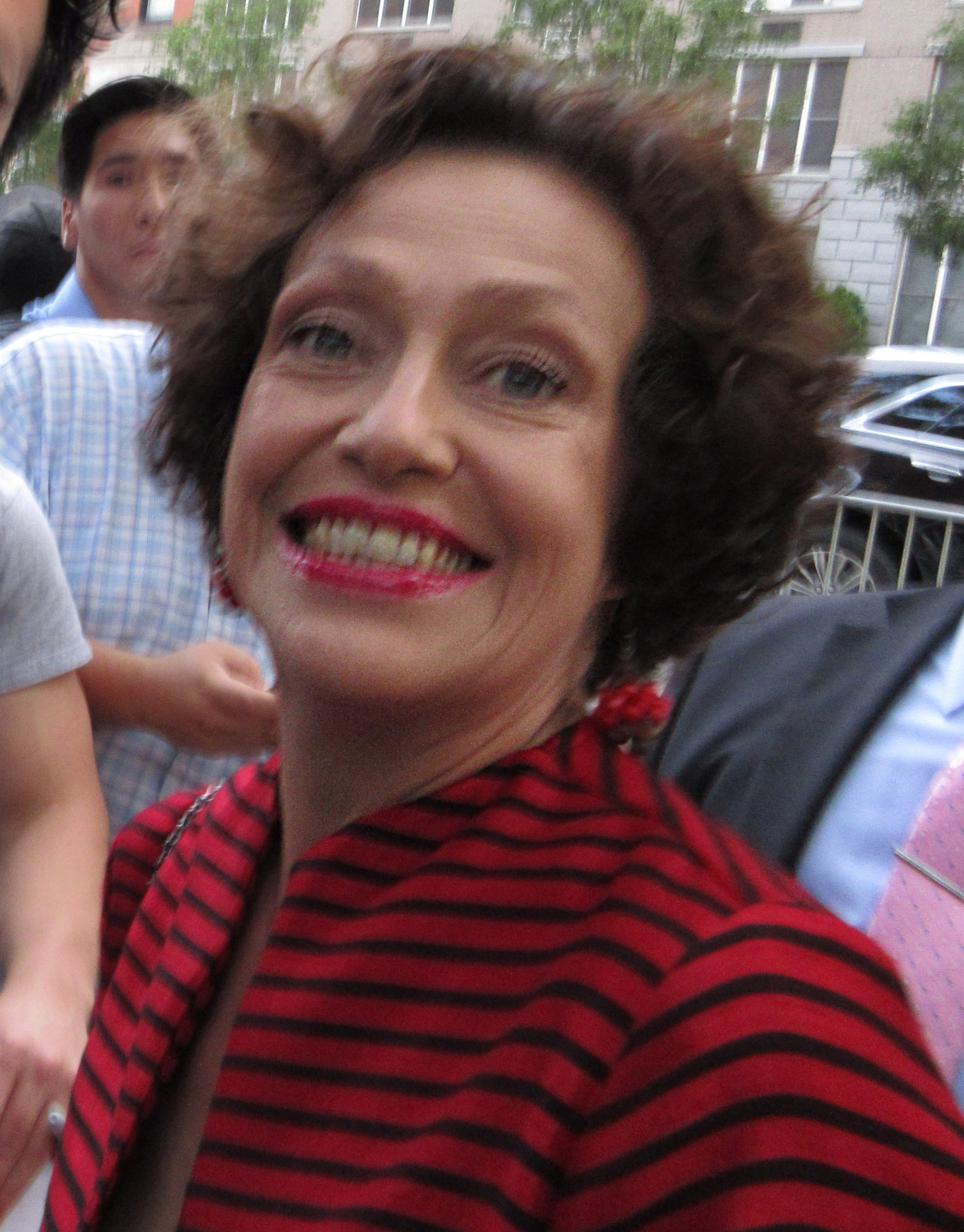
Karin Konoval (* 1961)

- Konovalov, Artiom (* 1990), österreichischer Eishockeytorwart
- Konovalovas, Ignatas (* 1985), litauischer Radrennfahrer

### Konow
- Konow, Alexei (* 1938), sowjetischer Hindernis- und Langstreckenläufer
- Konow, Friedrich Wilhelm (1842–1908), deutscher Entomologe und Pfarrer
- Konow, Gerhard (1929–1997), deutscher Jurist und Politiker
- Konow, Henri (1862–1939), dänischer Vizeadmiral und letzter Generalgouverneur in Dänisch-Westindien
- Konow, Ingeborg von der Lippe (1860–1929), norwegische Kinderbuchautorin und Übersetzerin
- Konow, Karsten (1918–1945), norwegischer Segler
- Konow, Magnus (1887–1972), norwegischer Segler
- Konow, Rolf (* 1946), dänischer Fotograf und Schauspieler
- Konow, Sten (1867–1948), norwegischer Indologe
- Konow, Witalij (* 1987), ukrainischer Badmintonspieler
- Konow, Wollert (1845–1924), norwegischer Politiker, Mitglied des Storting und Ministerpräsident
- Konowalchuk, Brian (* 1971), US-amerikanischer Eishockeyspieler und -trainer
- Konowalchuk, Steve (* 1972), US-amerikanischer Eishockeyspieler, -trainer und -scout
- Konowalenko, Wiktor Sergejewitsch (1938–1996), russischer Eishockeytorhüter
- Konowalez, Jewhen (1891–1938), ukrainischer PolitikerJewhen Konowalez (1891–1938)

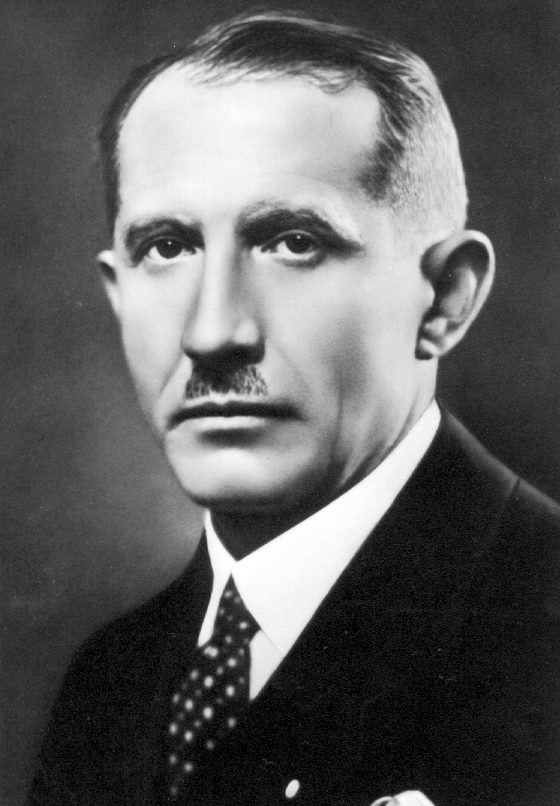
Jewhen Konowalez (1891–1938)

- Konowalow, Alexander Iwanowitsch (1875–1949), russischer Politiker und Handelsminister (1917)
- Konowalow, Alexander Wladimirowitsch (* 1968), russischer Politiker
- Konowalow, Anton Nikolajewitsch (* 1985), russischer Skirennläufer
- Konowalow, Dmitri Petrowitsch (1856–1929), russischer Chemiker
- Konowalow, Igor Olegowitsch (* 1996), russischer Fußballspieler
- Konowalow, Ilja Walerjewitsch (* 1971), russischer Hammerwerfer
- Konowalow, Iwan Andrejewitsch (* 1994), russischer Fußballspieler
- Konowalow, Juri Semjonowitsch (1929–2008), sowjetischer Sprinter
- Konowalow, Michail Iwanowitsch (1858–1906), russischer Chemiker
- Konowalow, Pawel (* 1960), sowjetischer Sprinter
- Konowalow, Sergei Alexandrowitsch (* 1973), russischer Biathlet
- Konowalow, Wladimir Konstantinowitsch (1911–1967), sowjetischer U-Boot-Kommandant im Zweiten WeltkriegWladimir Konstantinowitsch Konowalow (1911–1967)

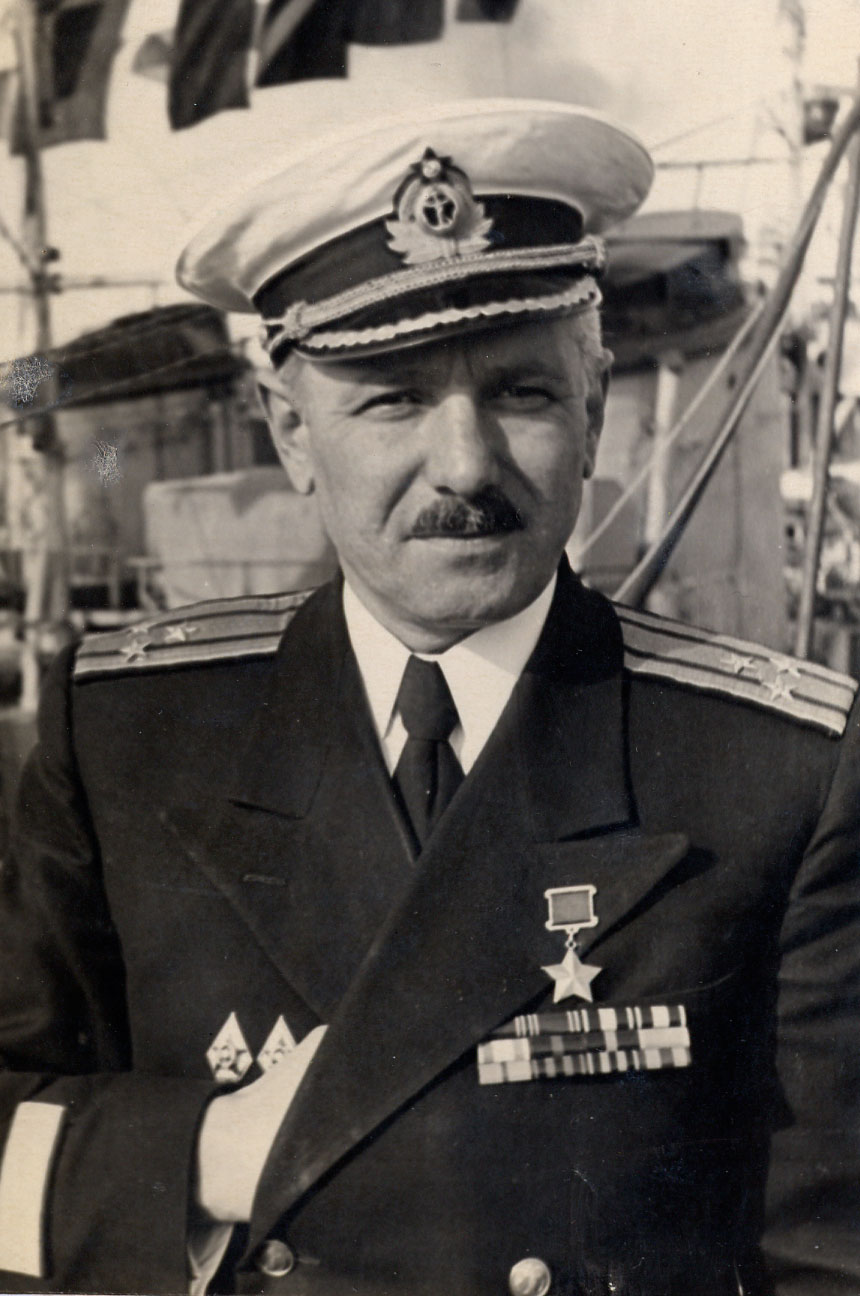
Wladimir Konstantinowitsch Konowalow (1911–1967)

- Konowalowa, Irina Wadimowna (1933–2016), sowjetisch-russische Chemikerin und Hochschullehrerin
- Konowalowa, Ljudmila Lwowna (* 1984), russische Ballerina, Primaballerina der Wiener Staatsoper
- Konowalowa, Ljudmila Wassiljewna (* 1968), sowjetische und russische Basketballspielerin
- Konowalowa, Marija Iwanowna (* 1974), russische Langstreckenläuferin
- Konownizyn, Pjotr Petrowitsch (1764–1822), russischer General der Infanterie
- Konowski, Philipp (* 1961), deutscher Gitarrist und Musikpädagoge